# برود گرین پیکچرز
برود گرین پیکچرز (انگلیسی: Broad Green Pictures) یک شرکت تولید، توزیع و تأمین مالی فیلم آمریکایی است. این شرکت در سال ۲۰۱۴ توسط گابریل هاموند و با مدیریت ارشد دنیل هاموند تأسیس شد.

## مدیریت
آدام کین، معاون سابق شرکت برادران وارنر، در ۲۵ مارس ۲۰۱۵ به عنوان مدیر تبلیغات توسط برود گرین پیکچرز به صورت اجاره‌ای استخدام شد. در آوریل ۲۰۱۵ کریستوفر تریکاریو به عنوان معاون اجرایی امور کسب و کار و مشاور عمومی شرکت استخدام شد. در همان ماه جرمی فوچس به عنوان مدیریت بخش فناوری شرکت استخدام شد. در می ۲۰۱۵ تراویس راید رئیس بخش توزیع سینمایی شد. دیلن ویلی در همان ماه به عنوان رئیس بخش اکران خصوصی فیلم‌ها شد. در ژوئیه ۲۰۱۵، مارک دانون به عنوان رئیس بخش مالکیت و همکاری تولید شرکت به این کمپانی پیوست و شغلش را در لاینزگیت به عنوان مسئول بخش توسعه کسب و کار و مالکیت رها کرد. در ۳ سپتامبر ۲۰۱۵ الیکس مادیگان به عنوان مسئول امور تولید در برود گرین پیکچرز استخدام شد.